# Acvilă de câmp

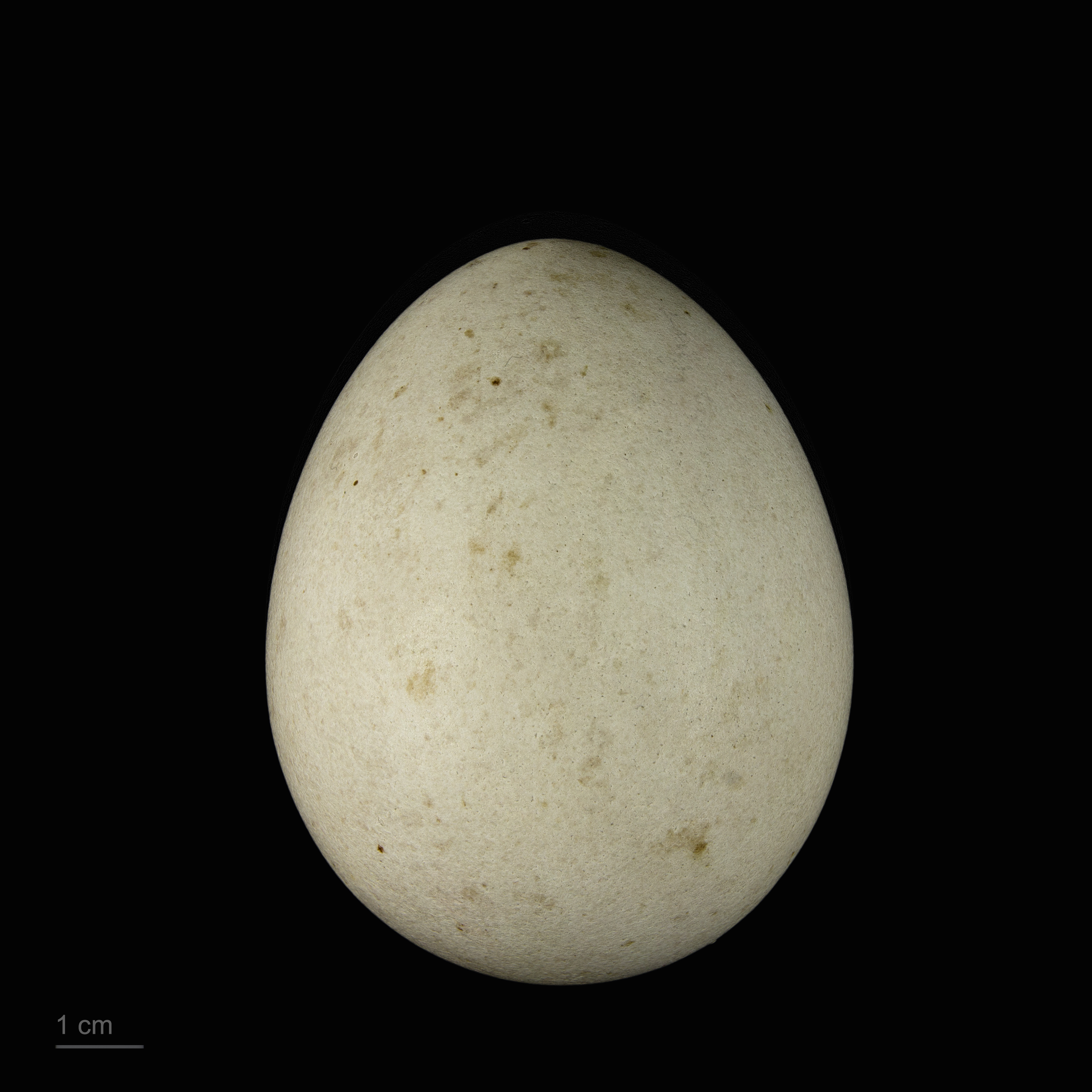
Aquila heliaca- MHNT

Acvila de câmp (Aquila heliaca) este o pasăre răpitoare de zi, din ordinul Falconiformes, răspândită în Europa de est și în arii vaste din Asia. De mărime între un șoim mare și un vultur, i se mai spune și zgripțor sau zgripsor, în arealul limbii române. Există mici populații izolate în Alpii austrieci și Alpii italieni, precum și în Cipru.
Acvila imperială iberică din Spania, Portugalia și Maroc a fost considerată mult timp o subspecie de acvilă de câmp, dar a fost recunoscută în ultimii ani ca specie independentă - Aquila adalberti - datorită importantelor sale deosebiri genetice.
Cele două specii diferă la înfățișare și în comportament. Aquila heliaca are și denumirea acvila imperială orientală.

## Descriere
Acvila de câmp este de aspect și proporții similare cu acvila de munte din Europa, Asia și America de Nord. Are o lungime de 80 cm de la cioc până la vârful cozii și anvergura aripilor de doi metri. Masculul cântărește puțin peste 2,5 kg, iar femelele, care sunt mai mari, pot ajunge la 4,5 kg. Între femelă și mascul nu există diferențe semnificative cu excepția marimii.
Penajul este maro închis cu excepția umerilor și a cozii, pe umeri (mici pete albe), iar coada este neagră, cu o bandă fină albă. La tâmple este maro deschis sau aurită. La fel ca și vulturul auriu, acvila de câmp are picioarele acoperite de fulgi pe toată suprafața, exceptând ghearele. Pielea este solzoasă, iar ghearele sunt puternice.
În Asia centrală, prada este, cel mai frecvent, un rozător gofer (Geomyidae), orb, lipsit de păr și care sapă galerii. Mai vânează alte rozătoare, vulpi și diverse păsări.
Acvila de câmp trăiește în zone de câmpie cu arbori puțini, niciodată nu vânează în zone împădurite.

## Reproducere
Perechile sunt monogame și în fiecare an se întorc la cuibul vechi. Acesta este așezat în vârful unui arbore, foarte vizibil. Folosește ca bază ramurile groase ale arborelui, acoperind găurile cu iarbă și fulgi din propriul corp. Femela depune în mod obișnuit două ouă (foarte rar trei sau patru). Incubația durează 43 zile, după care apar puii de culoare albă, dintre care doar cel mai puternic va ajunge sa părăsească cuibul, ceilalți murind înainte. Puiul zboară pentru prima dată după două luni și iarna migrează singur, căutând pereche în vara următoare. În libertate trăiește circa 21 ani, iar în captivitate poate să ajungă până la 44.

## Starea de conservare
Acvila de câmp este o specie vulnerabilă în toată aria de răspândire, fiind pe cale de dispariție în Europa. Mai rămâne o mică populație în Alpi ca relicvă a timpurilor când se extindea pe toată întinderea imperiului Austro-Ungar, unde a fost emblemă a casei imperiale de Habsburg. Motivele declinului sunt persecuția directă a crescătorilor de animale (care consideră acvila de câmp ca pe un pericol pentru turme) și distrugerea habitatului natural prin transformarea în terenuri cultivabile. Situația s-a ameliorat întrucâtva de când acvila de câmp a fost declarată specie protejată.
În România, pasărea a dispărut pentru 50 de ani, pentru a apărea din nou în anul 2016.